# Banda ultraancha

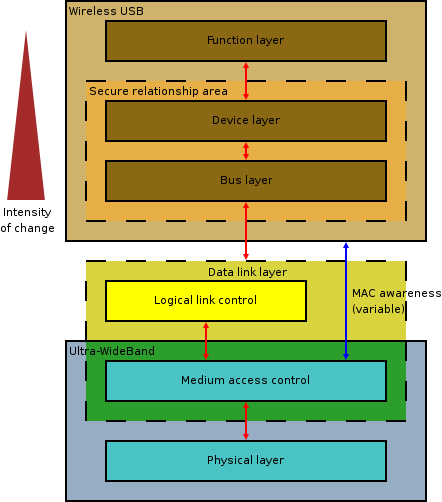
Imagen de banda ultraancha

El término banda ultraancha o BUA (en inglés ultra-wideband o UWB) se usa para hacer referencia a cualquier tecnología de radio que usa un ancho de banda mayor de 500 MHz o del 25 % de la frecuencia central, de acuerdo con la Comisión Federal de Comunicaciones estadounidense.

## Historia
El primer sistema de UWB fue el transmisor Spark-gap, inventado por Marconi en 1897. UWB es una tecnología que comenzó a desarrollarse a partir del año 1950.

## Definición UWB
UWB es una tecnología en el rango de las PAN (personal area network). Permite paquetes de información muy grandes (480 Mbits/s) conseguidos en distancias cortas, de unos pocos metros. Los dispositivos USB inalámbricos actuales se implementan con UWB.

## Características UWB
UWB difiere sustancialmente de las estrechas frecuencias de banda de radio (RF) y tecnologías “spread spectrum” (SS), como el Bluetooth y el 802.11. UWB usa un gran ancho de banda del espectro de RF para transmitir información. Por lo tanto, UWB es capaz de transmitir más información en menos tiempo que las tecnologías anteriormente citadas.
Mientras que Bluetooth, WiFi, teléfonos inalámbricos y demás dispositivos de radiofrecuencia están limitadas a frecuencias sin licencia en los 900 MHz, 2.4 GHz y 5.1 GHz, UWB hace uso de un espectro de frecuencia recientemente legalizado. UWB puede usar frecuencias que van desde 3.1 GHz hasta 10.6 GHz: una banda de más de 7 GHz de anchura. Cada canal de radio tiene una anchura de más de 500 MHz, dependiendo de su frecuencia central.
El hecho de estar compartiendo bandas de frecuencia con otros dispositivos, ha hecho que aunque esto les permite tener una alta productividad, han de estar relativamente cerca.

## Ventajas UWB
Las ventajas que ofrece UWB son su bajo consumo (como emisor de ondas de radio), bajo coste (se puede usar tecnología CMOS para implementar un dispositivo UWB radio) y alta productividad, lo que marca esta tecnología como el futuro de las WPAN.
Además, UWB permite reutilización de espectros. Por ejemplo, podemos tener una serie de dispositivos en nuestro salón de casa, comunicándose con nuestro ordenador a través de un canal, y a la vez, en otra habitación, otra serie de dispositivos en el mismo canal comunicándose igualmente. WPAN basadas en UWB pueden hacer uso del mismo canal sin interferencias, debido a los rangos tan cortos que permite UWB.
Por ejemplo, si se usara una WPAN basada en WiFi, mientras se estuviera usando un dispositivo, éste daría cuenta rápido del ancho de banda del canal, con lo que no podríamos estar usando otro dispositivo de forma eficiente.

## Aplicaciones UWB
- En general, diseñado para trabajar en entornos WPAN (Wireless Personal Area Network).
- Reemplazo de IEEE 1394 en dispositivos multimedia (cámaras de fotos o vídeo, reproductores MP3,...) con conectividad inalámbrica.
- Permitir conectividad WUSB (Wireless Universal Serial Bus) de gran velocidad (periféricos de ordenador, como escáneres, impresoras e incluso dispositivos de almacenamiento externo).
- Reemplazo de cables en la siguiente generación de dispositivos Bluetooth, como los móviles de 3G.
- Creando conectividad inalámbrica ad hoc de alto ratio para CE, PC y dispositivos móviles.
- La anchura de la señal (528 MHz o 2736 MHz de ancho de banda) puede usarse para aplicaciones de streaming de vídeo.

## Estandarización UWB
UWB se está estandarizando en tres diferentes IEEE estándares. IEEE 802.15.3a (rechazado) incluía dos propuestas para UWB: la propuesta de OFDM, de la Multiband OFDM Alliance (MBOA) y la propuesta de espectro ensanchado por secuencia directa.
En el caso de IEEE 802.15.4a, la propuesta de DS fue aprobada para ratios de información bajos. Además, se está discutiendo la incorporación de UWB como capa física para Bluetooth, en el caso de IEEE 802.15.1.
Actualmente está aprobado el estándar ECMA-368, que coincide con el ISO/IEC 26907 y emplea OFDM multibanda (MB-OFDM).

## Futuro de UWB
Sin embargo, antes de que UWB se consolide como una solución aceptada globalmente, hay algunos puntos que todavía quedan por resolver:
Rendimiento (consumo, coexistencia con otros dispositivos wireless, inmunidad a las interferencias, robustez del enlace).
- Interoperabilidad.
- Facilidad de integración y certificación.
- Coste de solución global.
- Calidad de servicio.
- Estándares de contaminación electromagnética.
- Aumentar la distancia en la transmisión de información.